# Upper Austria Ladies Linz 2023
L'Upper Austria Ladies Linz 2023 è un torneo di tennis giocato sul cemento indoor. È la 36ª edizione dell'Upper Austria Ladies Linz, che fa parte della categoria WTA 250 nell'ambito del WTA Tour 2023. Si gioca alla Design Center Linz di Linz, in Austria, dal 6 al 12 febbraio 2023. A causa di problemi di programmazione, l'edizione prevista precedentemente ad ottobre 2022 è stata ricollocata a febbraio 2023, in modo da consentire alle giocatrici meglio posizionate in classifica di poter partecipare.

## Partecipanti al singolare

### Teste di serie
| Nazionalità | Giocatore              | Ranking* | Testa di serie |
| ----------- | ---------------------- | -------- | -------------- |
| Grecia      | Maria Sakkarī          | 7        | 1              |
|             | Ekaterina Aleksandrova | 17       | 2              |
| Romania     | Irina-Camelia Begu     | 27       | 3              |
| Ucraina     | Anhelina Kalinina      | 31       | 4              |
| Croazia     | Donna Vekić            | 33       | 5              |
| Croazia     | Petra Martić           | 36       | 6              |
| Stati Uniti | Bernarda Pera          | 41       | 7              |
|             | Anastasija Potapova    | 43       | 8              |

* Ranking al 30 gennaio 2023.

### Altre partecipanti
Le seguenti giocatrici hanno ricevuto una Wild card per il tabellone principale:
- Julia Grabher
- Sofia Kenin
- Eva Lys

La seguente giocatrice è entrata in tabellone con il protected ranking:
- Jaqueline Cristian

Le seguenti giocatrici sono passate dalle qualificazioni:

- Marina Bassols Ribera
- Sara Errani
- Anna-Lena Friedsam
- Dalma Gálfi
- Rebeka Masarova
- Viktorija Tomova

Le seguenti giocatrici sono entrate in tabellone come lucky loser:
- Varvara Gračëva
- Kamilla Rachimova
- Clara Tauson

### Ritiri
Prima del torneo
- Elisabetta Cocciaretto → sostituita da  Tamara Korpatsch
- Danka Kovinić → sostituita da  Kamilla Rachimova
- Jasmine Paolini → sostituita da  Alycia Parks
- Kateřina Siniaková → sostituita da  Clara Tauson
- Patricia Maria Țig → sostituita da  Varvara Gračëva

## Partecipanti al doppio

### Teste di serie
| Nazione     | Giocatore         | Nazione     | Giovatore           | Ranking* | Testa di serie |
| ----------- | ----------------- | ----------- | ------------------- | -------- | -------------- |
|             | Aleksandra Panova | Stati Uniti | Alycia Parks        | 117      | 1              |
| Rep. Ceca   | Anastasia Dețiuc  | Rep. Ceca   | Miriam Kolodziejová | 135      | 2              |
|             | Kamilla Rachimova |             | Jana Sizikova       | 142      | 3              |
| Stati Uniti | Kaitlyn Christian | Stati Uniti | Sabrina Santamaria  | 143      | 4              |

* Ranking al 30 gennaio 2023.

### Altre partecipanti
Le seguenti coppie hanno ricevuto una wildcard per il tabellone principale:
- Veronika Bokor /  Alina Michalitsch
- Melanie Klaffner /  Sinja Kraus

La seguente coppia è entrata in tabellone con il protected ranking:
- Andrea Gámiz /  Georgina García Pérez

### Ritiri
Prima del torneo
- Monique Adamczak /  Rosalie van der Hoek → sostituite da  Jesika Malečková /  Rosalie van der Hoek
- Alicia Barnett /  Olivia Nicholls → sostituite da  Andrea Gámiz /  Georgina García Pérez
- Anna Bondár /  Kimberley Zimmermann → sostituite da  Bibiane Schoofs /  Kimberley Zimmermann
- Nadiia Kičenok /  Makoto Ninomiya → sostituite da  Anna-Lena Friedsam /  Nadiia Kičenok

## Campionesse

### Singolare
Anastasija Potapova ha sconfitto in finale  Petra Martić con il punteggio di 6-3, 6-1.
- É il secondo titolo in carriera per Potapova, il primo della stagione.

### Doppio
Natela Dzalamidze /  Viktória Kužmová hanno sconfitto in finale  Anna-Lena Friedsam /  Nadiia Kičenok con il punteggio di 4-6, 7-5, [12-10].